# Copris pueli
Copris pueli är en skalbaggsart som beskrevs av Mollandin De Boissy 1905. Copris pueli ingår i släktet Copris och familjen bladhorningar. Inga underarter finns listade i Catalogue of Life.